# Peugeot 201
 (février 2024).
Si vous disposez d'ouvrages ou d'articles de référence ou si vous connaissez des sites web de qualité traitant du thème abordé ici, merci de compléter l'article en donnant les références utiles à sa vérifiabilité et en les liant à la section « Notes et références ».
La Peugeot 201 est une automobile produite par le constructeur français Peugeot entre 1929 et 1937. Première voiture française à être équipée de roues avant indépendantes, elle est également la première automobile de la marque à poser le principe de l'utilisation de la nomenclature à « 0 » central encore en vigueur aujourd’hui (les précédentes Peugeot étaient numérotées en fonction de leur ordre d'arrivée, ce qui fait qu'il y a eu des types 101 à 109, mais il ne s'agissait pas de dénomination commerciale). Peugeot a fait alors un dépôt de marques à trois chiffres avec ce zéro central.
Une légende a longtemps prétendu à tort que le zéro central permettait à l'origine d'y inclure la manivelle, ce n'était pas le cas pour la 201 mais ce le sera pour quelques modèles ultérieurs.
L'appellation 201 avait été choisie car c'était le 201e projet de la marque‌.

## Historique

### Projet
L'histoire de la Peugeot 201 est plutôt complexe et délicate. Sa conception a débuté à peine la Première Guerre mondiale terminée par la volonté de son patron de l'époque Robert Peugeot, qui voulait retrouver les lustres du passé avec un nouveau modèle très simple et économique pour permettre au constructeur de Sochaux d'affronter la difficile période d'après-guerre pénalisée par une inflation galopante.
Robert Peugeot commença par appliquer à son usine les principes de la production de masse en grande série développés par Henry Ford, déjà adoptés par la Fiat de Giovanni Agnelli en Italie dès 1916 et en France par André Citroën. Mais chez Peugeot, cela fut très difficile ; les banques refusèrent systématiquement les crédits nécessaires à cet investissement productif. Pour contourner ce problème, Robert Peugeot s'adresse à une des plus importantes sociétés financières de la place, celle de Lucien Rosengart, qui accepta de financer le projet. Robert Peugeot doit par contre accepter de payer un taux d'intérêt bien supérieur à celui pratiqué normalement par le système bancaire, certains ont affirmé qu'il était le double.
La mise en œuvre effective du nouveau modèle a donc pu débuter en 1927 avec l'ébauche des premiers éléments de carrosserie mais, quelques mois plus tard, de nouvelles difficultés financières surgissent et font apparaître au grand jour toute l'ambiguïté du recours à l'aide de Rosengart qui ne respecte pas ses engagements contractuels. Il faut en arriver à la dénonciation du contrat de financement pour sortir de cette impasse et grâce au prêt enfin accordé par une banque, la Banque Oustric, même si celle-ci est mêlée à plusieurs affaires douteuses.
Il faut rappeler qu'en 1924, la société subissait une longue période de différends et de luttes familiales au sein de la famille Peugeot, essentiellement dus aux divergences sur la politique industrielle à tenir et l'orientation à donner aux futurs modèles de la marque, ce qui ne manquait pas de bloquer les décisions stratégiques. Pour mettre un terme à ces différends et rééquilibrer les esprits des responsables de Peugeot, trois nouveaux personnages vont faire leur apparition : Jean-Pierre Peugeot, Édouard Arnaud et Maurice Jordan. Ces trois personnes allaient donner au constructeur familial l'impulsion décisive destinée à stabiliser la direction de la société et prendre les décisions adéquates pour affronter les années noires qui s'annonçaient.
Une des principales décisions stratégiques prise fut le sort à réserver au projet de nouvelle voiture tant voulu par Robert Peugeot, cette petite voiture de milieu de gamme, destinée à venir compléter par le haut l'ancienne Type 172 5CV qui aurait déjà du être remplacée. Pour mener à bien le projet de Robert Peugeot, il fallait construire un nouvel atelier plus moderne que ceux existants datant de plusieurs décennies et pouvant contenir plus d'une ligne de montage. C'est pour cela que plusieurs collaborateurs sont allés aux États-Unis pour apprendre sur place les techniques modernes de production mises en œuvre sur une chaîne de montage. La nouvelle usine ne manqua pas de poser également des problèmes et engendrer des retards avec un hiver très neigeux qui bloqua les travaux pendant de longues semaines et l'écroulement d'une grande partie du nouveau bâtiment à cause de grosses défaillances dans sa réalisation par l'entreprise de confiance de la famille Peugeot.

### Description
Fabriquée à Sochaux entre juillet 1929 et septembre 1937, la 201 a été présentée au Salon de Paris en 1929 en plein krach de 1929, qui emporta dans la faillite beaucoup de constructeurs automobiles concurrents. Conçue au début des années 1920, c'est l'archétype de la Peugeot des années 1930. Elle a permis à l'entreprise de surmonter la crise des années 1930 et de gagner une image de marque de constructeur automobile important.
|  |  |

La 201 fut d'abord équipée d'un moteur de 1 122 cm3 développant 23 ch à 3 500 tr/min (vitesse maximale : 85 km/h), puis d'un 1 307 cm3, et enfin d'un 1 465 cm3 de 35 ch.
|  |  |

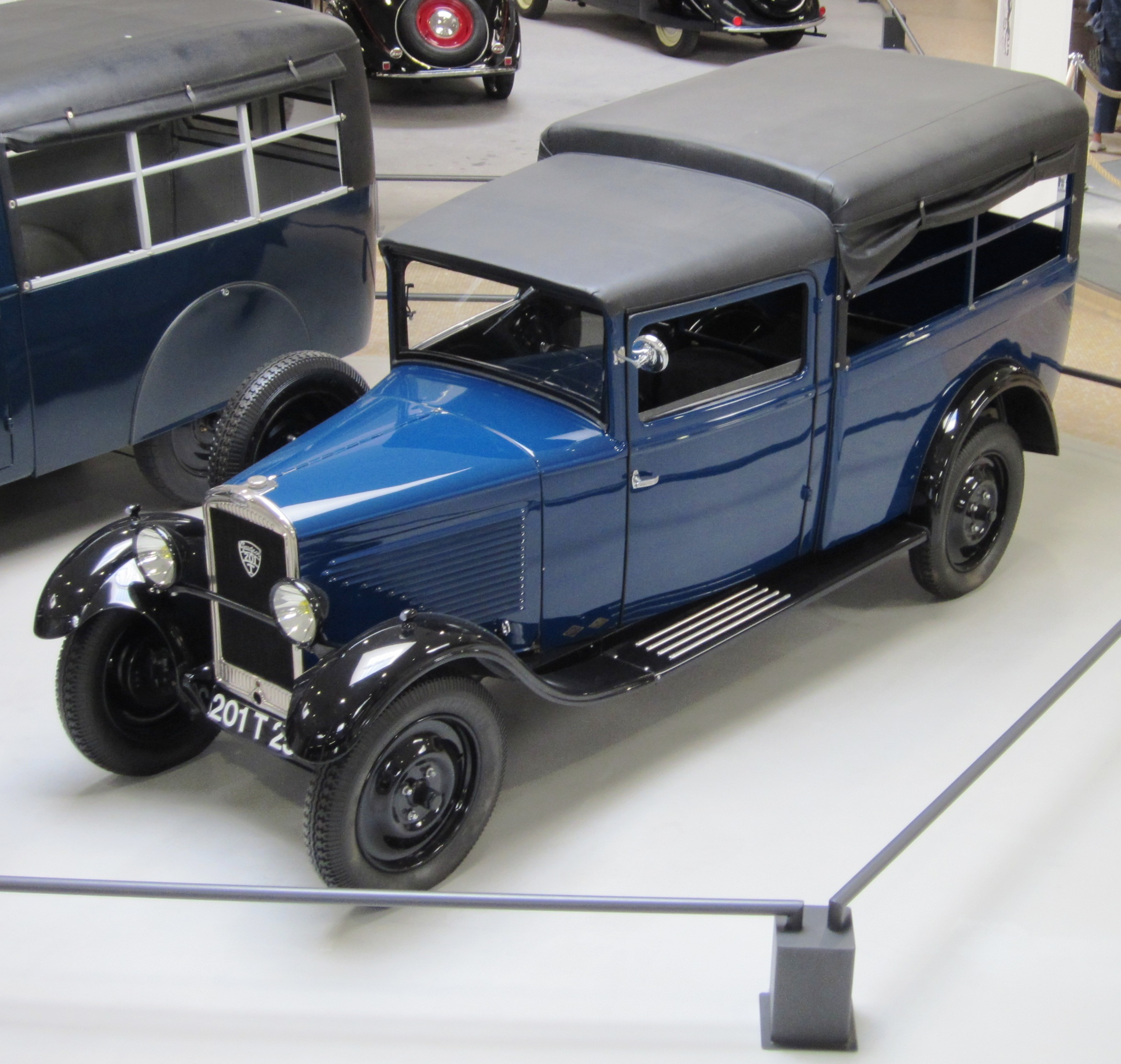
Peugeot 201T Boulangère (1932)

Ce nouveau modèle lancé par la marque est une petite voiture munie de quatre portes qui sera dotée, deux ans après son lancement, de suspensions indépendantes à l'avant. Son châssis simple et frêle reçoit une carrosserie très classique séparée et boulonnée sur une structure en bois. La voiture est une "caisse carrée" de style des années 1920 avec une calandre verticale très haute et un pare-brise plat et vertical. Tout est très cubique, type boîte à savon. Comme de coutume à l'époque, le démarrage se fait à la main musclée : il faut d'abord ouvrir le robinet d'essence, pousser le contacteur de démarrage et s'affairer sur le démarreur. La boîte de vitesses pourrait poser des problèmes aux automobilistes de notre époque, avec la 1re en bas à droite de la grille, la 2e en haut à gauche et la marche arrière en face de la 1re. Très déroutant à l'usage  sachant que, la synchronisation n'était pas encore de mise, le double pédalage et débrayage était impératif. Arrêter le véhicule était encore tout un défi, puisque seules les roues arrière étaient équipées de freins. Peugeot est d'ailleurs l'un des rares constructeurs à avoir conservé très longtemps des freins à câbles. On pouvait certes ralentir le véhicule, mais arriver à le stopper en cas d'urgence était autre chose, même aux vitesses de l'époque.
Cette automobile a remporté un très beau succès commercial et sa cadence de fabrication a atteint jusqu'à 350 exemplaires par jour, un exploit à l'époque où il fallait plus de cinq cents heures de travail pour assembler une voiture de série. Ce succès est essentiellement dû à la politique commerciale de son patron Robert Peugeot qui, son entreprise étant menacée de faillite, imposa un prix de vente plus que compétitif. La 201 permit à Peugeot de se refaire une santé financière mise à mal par ses échecs précédents.

## Évolutions
Commercialisée dès sa présentation au Salon de Paris en versions berline, cabriolet et torpédo, la seconde série lancée en 1931 voit apparaître un coupé, une torpédo commerciale et une berline commerciale. Pour en faire un modèle de course, Peugeot équipera la 201 d'un moteur Bugatti de 994 cm3. C'était la seconde coopération entre les deux constructeurs qui donna la variante 201 X. Ce modèle n'a été produit qu'à une vingtaine d'exemplaires.
Elle permet à Olga Thibault de remporter le Rallye Paris - Saint-Raphaël Féminin en 1935.
Peugeot présente aussi la 201 T, une version utilitaire avec un empattement rallongé de 44 cm à 2 910 mm. À cause de son poids excessif augmenté de 160 kg, sa charge utile était relativement faible et sa vitesse diminua à 60 km/h.
La grande nouveauté arrive avec la 201 C. Ce sera une révolution dans la technique automobile avec pour la première fois une voiture équipée de roues avant indépendantes. Cette version fut commercialisée en cinq variantes de carrosserie : berline, coach, coach décapotable, roadster et cabriolet.
La troisième nouveauté arrive en fin d'année 1931 avec la 201 E ou 201 rapide, avec des prestations améliorées essentiellement dues à une diminution du poids de la voiture.

## Modèles
- 1931 - 201 T : modèle utilitaire. Pont plus court et roues AR 14×45.
- 1931 - 201 C : ou 201 confort, elle inaugure les roues avant indépendantes. Empattement et carrosserie agrandis.
- 1931 - 201 X : modèle de compétition équipé d'un moteur de 994 cm3 (60×88) à arbre à cames en tête développé par Bugatti, fabriqué à une vingtaine d'exemplaires. Elles atteignent 135 km/h.
- 1931 - 201 E : 201 rapide car un peu plus légère. Roues à fils et pas de malle arrière.
- 1931 (sept.) à 1932 (déc.) - 201 BV (Coach). Berline de voyage, 315 ex. (bavettes à la place des marche-pieds).
- 1932 - 201 L : familiale six places.
- 1932 - 201 S et CS : modèle de compétition. Moteur type SE3 1 084 cm3 (63×87) développant 30 ch à 4 000 tr/min.
- 1933 - 201 BC : châssis court, essieu AV rigide.
- 1933 - 201 BL : châssis long, roues AV indépendantes.
- 1933 - 201 BR3 et BR4 : radiateur coupe-vent et moteur self-amorti.
- 1934 - 201 D : moteur SER2 1 307 cm3, 28 ch à 4 000 tr/min. Carrosserie deux portes, dite « queue de castor ».
- 1934 - 201 DL : utilitaire 400 kg.
- 1936 - 201 M : version dépouillée de la 301. Moteur SER5 1 465 cm3, 35 ch à 4 000 tr/min.

## Récapitulatif
Dans le tableau récapitulatif ci-dessous figurent les caractéristiques connues à ce jour des différentes versions et variantes de la gamme 201. Les prix figurent en francs relatifs à la version de base la moins chère lors du lancement de chaque modèle.
| Modèle                                                                  | Carrosserie      | Code projet | Moteur | Cylindrée (cm3) | Puissance (ch)/ régime (tr/min) | Empattement (m) | Poids à vide (kg) | Vitesse maxi (km/h) | Années de production | Exemplaires produits | Prix au début |
| ----------------------------------------------------------------------- | ---------------- | ----------- | ------ | --------------- | ------------------------------- | --------------- | ----------------- | ------------------- | -------------------- | -------------------- | ------------- |
| 201                                                                     | Berline          | N1          | SE     | 1 122           | 23/3 500                        | 2,471           | 890               | 80                  | 07/1929-12/1932      | 65 086               | 20 900        |
| 201                                                                     | Torpédo          | T1          | SE     | 1 122           | 23/3 500                        | 2,471           | 890               | 80                  | 07/1929-12/1932      | 65 086               | 20 900        |
| 201                                                                     | Cabriolet        | TR          | SE     | 1 122           | 23/3 500                        | 2,471           | 890               | 80                  | 07/1929-12/1932      | 65 086               | 21 900        |
| 201                                                                     | Coupé            | E1          | SE     | 1 122           | 23/3 500                        | 2,471           | 890               | 80                  | 09/1930-09/1932      | 65 086               | 17 500        |
| 201                                                                     | Coach comm.      | N1C         | SE     | 1 122           | 23/3 500                        | 2,471           | 890               | 80                  | 09/1930-09/1932      | 65 086               | 19 900        |
| 201                                                                     | Torpéo comm.     | TC1         | SE     | 1 122           | 23/3 500                        | 2,471           | 890               | 80                  | 09/1930-08/1931      | 65 086               | 18 900        |
| 201 E                                                                   | berline          | N1S         | SE     | 1 122           | 23/3 500                        | 2,47            | 860               | 82                  | 12/1931-12/1932      | 280                  | 16 900        |
| 201 E                                                                   | coupé            | ES          | SE     | 1 122           | 23/3 500                        | 2,47            | 860               | 82                  | 12/1931-12/1932      | 280                  | 16 900        |
| 201 C                                                                   | berline          | N2          | SE     | 1 122           | 23/3 500                        | 2,53            | 940               | 80                  | 09/1931-12/1932      | 18 980               | 23 900        |
| 201 C                                                                   | coupé            | BV          | SE     | 1 122           | 23/3 500                        | 2,53            | 940               | 80                  | 09/1931-08/1932      | 18 980               | 25 000        |
| 201 C                                                                   | cabriolet        | BC          | SE     | 1 122           | 23/3 500                        | 2,53            | 940               | 80                  | 09/1931-08/1932      | 18 980               | 23 800        |
| 201 C                                                                   | roadster         | TRC         | SE     | 1 122           | 23/3 500                        | 2,53            | 940               | 80                  | 09/1932-08/1932      | 18 980               | 23 900        |
| 201 BC                                                                  | coupé            | EB          | SE     | 1 122           | 23/3 500                        | 2,47            | 900               | 80                  | 01/1933-08/1933      | 3 262                | 17 500        |
| 201 BL                                                                  | berline          | NB          | SE     | 1 122           | 23/3 500                        | 2,53            | 970               | 75                  | 01/1933-08/1933      | 5 275                | 16 900        |
| 201 BL                                                                  | coach comm.      | NBC         | SE     | 1 122           | 23/3 500                        | 2,53            | 970               | 75                  | 01/1933-08/1933      | 5 275                | 17 900        |
| 201 BL                                                                  | fourgonnette     | LB          | SE     | 1 122           | 23/3 500                        | 2,53            | 970               | 75                  | 01/1933-08/1933      | 5 275                | -             |
| 201 BR3                                                                 | berline          | N6L/N6S     | SE     | 1 122           | 23/3 500                        | 2,59            | 1 000             | 75                  | 08/1933-09/1934      | 13 033               | 18 600        |
| 201 BR3                                                                 | coach comm.      | N6C         | SE     | 1 122           | 23/3 500                        | 2,59            | 1 000             | 75                  | 08/1933-09/1934      | 13 033               | 17 900        |
| 201 BR3                                                                 | fourgonnette     | 4KL/4KB     | SE     | 1 122           | 23/3 500                        | 2,59            | 1 000             | 75                  | 08/1933-09/1934      | 13 033               | -             |
| 201 BR4                                                                 | coach            | N6B         | SE     | 1 122           | 23/3 500                        | 2,30            | 900               | 80                  | 08/1933-09/1934      | 2 532                | 15 900        |
| 201 D                                                                   | coach            | A6B         | SER2   | 1 307           | 28/4 000                        | 2,34            | 970               | 85                  | 09/1934-09/1936      | 13 177               | 14 900        |
| 201 DL                                                                  | coach comm.      | 4AB/4AL     | SER2   | 1 307           | 28/4 000                        | 2,59            | -                 | 80                  | 12/1934-09/1936      | 2 235                | -             |
| 201 M                                                                   | limousine        | A6          | SER5   | 1 465           | 35/4 000                        | 2,59            | 1 030             | 100                 | 08/1936-09/1937      | 16 662               | 15 900        |
| 201 M                                                                   | cabriolet        | A6D         | SER5   | 1 465           | 35/4 000                        | 2,59            | 1 030             | 100                 | 08/1936-09/1937      | 16 662               | 19 400        |
| 201 M                                                                   | limousine comm.  | A6M         | SER5   | 1 465           | 35/4 000                        | 2,59            | 1 030             | 100                 | 08/1936-09/1937      | 16 662               | 17 900        |
| 201 M                                                                   | fourgonnette     | U6B/U6L     | SER5   | 1 465           | 35/4 000                        | 2,59            | 1 030             | 100                 | 08/1936-09/1937      | 16 662               | -             |
| 201 T                                                                   | limousine comm.  | N2C         | SE     | 1 122           | 23/3 500                        | 2.90            | 1 050             | 60                  | 12/1931-07/1933      | 5 000                | 24 800        |
| 201 T                                                                   | fourgon          | L2          | SE     | 1 122           | 23/3 500                        | 2.90            | 1 050             | 60                  | 12/1931-07/1933      | 5 000                | -             |
| 201 T                                                                   | pick-up          | PB2         | SE     | 1 122           | 23/3 500                        | 2.90            | 1 050             | 60                  | 12/1931-07/1933      | 5 000                | -             |
| 201 T                                                                   | Châssis nu       | SP2         | SE     | 1 122           | 23/3 500                        | 2.90            | 1 050             | 60                  | 12/1931-07/1933      | 5 000                | -             |
| 201 S / CS                                                              | voiture de sport | -           | SE3    | 1 084           | 30/4 000                        | -               | -                 | -                   | 03/1932-07/1932      | 403                  | -             |
| 201 X                                                                   | voiture de sport | -           | -      | 994             | -                               | 2,47            | -                 | -                   | 1931                 | 20                   | -             |
| Note : 1Les premiers exemplaires avaient un empattement de 2,45 mètres. |                  |             |        |                 |                                 |                 |                   |                     |                      |                      |               |